# Acanthiophilus helianthi
Acanthiophilus helianthi is een vliegensoort uit de familie van de boorvliegen (Tephritidae). De wetenschappelijke naam van de soort is voor het eerst geldig gepubliceerd in 1794 door Rossi.